# Tumescenza peniena notturna
La tumescenza peniena notturna o erezione mattutina (abbreviato come TNP) è una spontanea erezione del pene durante il sonno o al risveglio da esso. Tutti gli uomini senza una disfunzione erettile hanno una tumescenza notturna peniena, di solito da tre a cinque volte durante la notte, tipicamente durante la fase del sonno REM.
Le donne sperimentano un processo simile conosciuto come tumescenza clitorale notturna.
Vi sono prove a sostegno della possibilità che una vescica piena possa stimolare un'erezione che è caratterizzata come un'erezione riflessa. I nervi che controllano la capacità di un uomo di avere un'erezione riflessa si trovano nei nervi sacrali (S2-S4) del midollo spinale e una vescica piena stimola leggermente i nervi nella stessa regione.

## Diagnosi di disfunzione
Con il passare degli anni, la frequenza di queste erezioni può rimanere inalterata, ma la rigidità del pene e la durata dell’erezione tendono a diminuire. Se questi movimenti involontari del pene non si verificassero, l'individuo potrebbe essere di fronte a un primo campanello di allarme di disfunzione erettile.
L'esistenza e la prevedibilità della tumescenza notturna sono utilizzate per accertare se un determinato caso di disfunzione erettile sia di origine psicologica o fisiologica. Un paziente che presenta disfunzione erettile è dotato di un dispositivo elastico da indossare attorno al pene durante il sonno; il dispositivo rileva i cambiamenti nella circonferenza e inoltra le informazioni a un computer per successive analisi. Se viene rilevata una tumescenza notturna, si presume che la disfunzione erettile sia dovuta a una malattia psicosomatica come l'ansia sessuale; in caso contrario, si presume che sia dovuto a una causa fisiologica.